# Orah (Staro Nagoritchané)
Оrah (en macédonien Орах) est un village du nord de la Macédoine du Nord, situé dans la municipalité de Staro Nagoritchané. Le village ne comptait aucun habitant en 2002. Il est connu pour son monastère de Karpino, fondé au XIVe siècle.